# Virginie Ujlaky
Virginie Ujlaky –también escrito en su forma húngara Virginie Újlaki– (Neuilly-sur-Seine, 13 de febrero de 1984) es una deportista francesa que compitió en esgrima (hasta 2008 bajo la bandera de Hungría), especialista en la modalidad de florete.
Ganó tres medallas en el Campeonato Europeo de Esgrima entre los años 2007 y 2009. Participó en los Juegos Olímpicos de Pekín 2008, ocupando el cuarto lugar en la prueba por equipos.

## Palmarés internacional
| Representando a Hungría |                    |                   |                     |
| Campeonato Europeo      |                    |                   |                     |
| Año                     | Lugar              | Medalla           | Prueba              |
| 2007                    | Gante (Bélgica)    | Medalla de oro    | Florete por equipos |
| 2008                    | Kiev (Ucrania)     | Medalla de plata  | Florete por equipos |
| Representando a Francia |                    |                   |                     |
| Campeonato Europeo      |                    |                   |                     |
| Año                     | Lugar              | Medalla           | Prueba              |
| 2009                    | Plovdiv (Bulgaria) | Medalla de bronce | Florete por equipos |